# Теория экономического доминирования (ТЭД) в многоуровневой экономике
Теория экономического доминирования (ТЭД)  в многоуровневой экономике - это теория о расслоении игроков рынка в зависимости от институциональных условий их деятельности по трем уровням (альфа, бета, гамма). Участники каждого из уровней формируют барьеры входа в привилегированные части рынков для других претендентов.
Различие институциональных условий позволяет верхним уровням доминировать и получать в отличие от нижних институциональную ренту благодаря более низким трансакционным издержкам, преимуществам в государственной поддержке, возможностям оперировать в зарубежном правовом пространстве и другим факторам. При этом институционально обусловленное доминирование должно относиться к категории несовершенной конкуренции (Дж. Робинсон), хотя может не подпадать под антимонопольное законодательство и не являться олигополией. Оно распределено между компаниями и банками, другими посредническими организациями, закреплено нормами госрегулирования и обычаями делового оборота. Барьер входа на рынки с лучшими условиями создает не одна компания, а «круговая порука» их множества. Поэтому институциональное доминирование — более широкие понятие и явление, чем монопольное и олигопольное, включающиеся в него как частные случаи.